# Манати (Колумбия)
Манати (исп. Manatí) — город и муниципалитет на севере Колумбии, на территории департамента Атлантико.

## История
Поселение, из которого позднее вырос город, было основано в 1680 году испанским капитаном Диего Рибольедо. Муниципалитет Манати был выделен в отдельную административную единицу в 1855 году.

## Географическое положение
Город расположен в южной части департамента, в пределах Прикарибской низменности, к западу от реки Магдалена, к северу от канала Дике, на расстоянии приблизительно 55 километров к юго-юго-западу (SSW) от города Барранкилья, административного центра департамента. Абсолютная высота — 13 метров над уровнем моря.
Муниципалитет Манати граничит на севере с территорией муниципалитета Сабаналарга, на востоке — с муниципалитетом Канделария, на юго-востоке — с муниципалитетами Санта-Лусия и Кампо-де-ла-Крус, на западе — с муниципалитетом Репелон, на юго-западе — с территорией департамента Боливар. Площадь муниципалитета составляет 206 км².

## Население
По данным Национального административного департамента статистики Колумбии, совокупная численность населения города и муниципалитета в 2015 году составляла 15 723 человека.
Динамика численности населения муниципалитета по годам:
| 2005   | 2006   | 2007   | 2008   | 2009   | 2010   | 2011   | 2012   | 2013   | 2014   | 2015   |
| ------ | ------ | ------ | ------ | ------ | ------ | ------ | ------ | ------ | ------ | ------ |
| 13 810 | 13 989 | 14 176 | 14 365 | 14 554 | 14 751 | 14 949 | 15 141 | 15 338 | 15 533 | 15 723 |

Согласно данным переписи 2005 года мужчины составляли 51 % от населения Манати, женщины — соответственно 49 %. В расовом отношении белые и метисы составляли 99,9 % от населения города; негры, мулаты и райсальцы — 0,1 %.
Уровень грамотности среди всего населения составлял 84,9 %.

## Экономика
57,9 % от общего числа городских и муниципальных предприятий составляют предприятия торговой сферы, 23,8 % — предприятия сферы обслуживания, 18,1 % — промышленные предприятия, 0,2 % — предприятия иных отраслей экономики.